# 我的對面
《我的對面》，是日本女性歌手aiko的第32張單曲。2014年11月12日由PONY CANYON發行。

## 背景
距離前一張單曲「你的身旁」約9個半月，是繼專輯「泡沫般的愛情」發行5個半月後發表的新單曲。

## 製作
於全國巡迴演唱會「LOVE LIKE POP vol.17」（2014年）的途中，接受了連續劇《了不起的選TAXI》的主題歌Tie-Up之請託而開始製作。該連續劇的製作人以「就在快要停下腳步時能在背後推人一把的歌曲」為主題做出了請求。
本作對於aiko是相當的少見，在閱讀完連續劇的大綱之後便開始進行製作，一邊想著「如果能回到過去的話該怎麼辦才好」一邊寫下了歌詞。然後，再將以前寫下的東西補上去便完成了歌詞。還有，也將「如果能忘記喜歡的人向前看的話就好了啊」這樣的想法一同放了進去。

## 音樂錄影帶
由丸山健志擔任音樂錄影帶導演。
於2014年11月6日在YouTube公開了短版，同月25日則在YouTube公開了完整版。

## 關於歌曲
3首歌的歌詞被寫下來的時間點都有點不同。
1. 我的對面
  - 最初是打算讓這首歌變成節奏稍緩的敘事曲[2]。
2. 吹風機
  - 是aiko的個人私物[6]、以毛巾和吹風機為暗示、從身旁的事物傳達並表現出兩人之間的距離感[7]。
3. 光暈
  - 由於歌詞是2007、2008年這個時候寫出來的，發覺只有自己能看見喜歡的人映照在鏡子的瞬間，包含了真的很喜歡那個人啊這樣的情感在其中[6]。

## 包裝
- 初回限定式樣盤：CD
- 通常式樣盤：CD
- 就快要接近LLP17.5了紀念盤『雖然不能穿呢！CD』：CD+迷你T恤

初回限定式樣盤為彩色CD托盤式樣。而就快要接近LLP17.5了紀念盤『雖然不能穿呢！CD』是在全國巡迴演唱會『LOVE LIKE POP vol.17.5』的會場限定販售。除了CD還附上迷你T恤跟aiko的手寫歌詞並採用盒裝式樣。

## 收錄曲目
- 全作詞/作曲：AIKO
- 編曲：M1、M4：OSTER project / M2：Kano Kawashima / M3：Ryo Yoshimata

◼︎初回限定式樣盤、通常式樣盤
1. 我的對面
2. 吹風機
3. 光暈
4. 我的對面（instrumental）

◼︎就快要接近LLP17.5了紀念盤『雖然不能穿呢！CD』
1. 我的對面
2. 吹風機
3. 光暈

## 外部連結
- aiko「あたしの向こう」（ポニーキャニオン）